# Lättvikt i boxning vid olympiska sommarspelen 1996
Resultat från boxning vid olympiska sommarspelen 1996 och herrarnas lättvikt. De 30 boxarna vägde under 60 kg. Tävlingarna arrangerades i Alexander Memorial Coliseum.

## Medaljörer
| Klass    | Guld                      | Silver                       | Brons                       |
| Lättvikt | Hocine Soltani · Algeriet | Tontcho Tontchev · Bulgarien | Terrance Cauthen · USA      |
| Lättvikt | Hocine Soltani · Algeriet | Tontcho Tontchev · Bulgarien | Leonard Doroftei · Rumänien |

## Resultat

### Första omgången
| Första Rundan                   | Första Rundan | Första Rundan                  |
| Vinnare                         | Resultat      | Förlorare                      |
| ------------------------------- | ------------- | ------------------------------ |
| Michael Strange (CAN)           | 15-1          | Francisco Martinez (MEX)       |
| Dennis Zimba (ZAM)              | RSC-3 (02:00) | Serguei Ostrochapkine (BLR)    |
| Tontcho Tontchev (BUL)          | RSC-2 (01:40) | Oktavian Taykou (MDA)          |
| Jaroslav Konečný (CZE)          | 16-6          | Idrissa Kabore (BUR)           |
| Veongviact Phongsit (THA)       | 21-5          | Irvin Buhlalu (RSA)            |
| Terrance Cauthen (USA)          | 18-6          | Muhammadqodir Abdullayev (UZB) |
| Tumentsetsec Ultumen (MGL)      | 7-1           | Miguel Mojica (DOM)            |
| Sin Eun-Cheol (KOR)             | RSC-3 (02:59) | George Maina (KEN)             |
| Fabrizio Nieva (ARG)            | 12-8          | Franco Agentho (UGA)           |
| Hocine Soltani (ALG)            | 14-2          | Vahdettin İşsever (TUR)        |
| Agnaldo Nunes (BRA)             | 11-11         | Henry Kunsi (PNG)              |
| Sergey Kopenkin (KGZ)           | 12-11         | Christian Giantomassi (ITA)    |
| Leonard Doroftei (ROU)          | RSC-2 (01:46) | Julio Mboumba (GAB)            |
| Julio Valladares Gonzalez (CUB) | 24-13         | Romeo Brin (PHI)               |
| Koba Gogoladze (GEO)            | 17-9          | Ri Chol (PRK)                  |

### Andra omgången
| Första Rundan             | Första Rundan | Första Rundan                   |
| Vinnare                   | Resultat      | Förlorare                       |
| ------------------------- | ------------- | ------------------------------- |
| Michael Strange (CAN)     | 16-7          | Mekhak Ghazaryan (ARM)          |
| Tontcho Tontchev (BUL)    | 17-9          | Dennis Zimba (ZAM)              |
| Veongviact Phongsit (THA) | 20-6          | Jaroslav Konečný (CZE)          |
| Terrance Cauthen (USA)    | 10-9          | Tumentsetsec Ultumen (MGL)      |
| Sin Eun-Cheol (KOR)       | 27-11         | Fabrizio Nieva (ARG)            |
| Hocine Soltani (ALG)      | 11-1          | Agnaldo Nunes (BRA)             |
| Leonard Doroftei (ROU)    | 10-1          | Sergey Kopenkin (KGZ)           |
| Koba Gogoladze (GEO)      | 14-9          | Julio Gonzalez Valladares (CUB) |

### Kvartsfinaler
| Första Rundan          | Första Rundan | Första Rundan             |
| Vinnare                | Resultat      | Förlorare                 |
| ---------------------- | ------------- | ------------------------- |
| Terrance Cauthen (USA) | 14-10         | Veongviact Phongsit (THA) |
| Tontcho Tontchev (BUL) | 16-10         | Michael Strange (CAN)     |
| Hocine Soltani (ALG)   | 16-10         | Sin Eun-Cheol (KOR)       |
| Leonard Doroftei (ROU) | 17-8          | Koba Gogoladze (GEO)      |

### Semifinaler
| Första Rundan          | Första Rundan | Första Rundan          |
| Vinnare                | Resultat      | Förlorare              |
| ---------------------- | ------------- | ---------------------- |
| Tontcho Tontchev (BUL) | 15-12         | Terrance Cauthen (USA) |
| Hocine Soltani (ALG)   | 9-6           | Leonard Doroftei (ROU) |

### Final
| Första Rundan        | Första Rundan | Första Rundan          |
| Vinnare              | Resultat      | Förlorare              |
| -------------------- | ------------- | ---------------------- |
| Hocine Soltani (ALG) | 3-3           | Tontcho Tontchev (BUL) |